# Pedioplanis gaerdesi
Pedioplanis gaerdesi är en ödleart som beskrevs av  Mertens 1954. Pedioplanis gaerdesi ingår i släktet Pedioplanis och familjen lacertider. IUCN kategoriserar arten globalt som livskraftig. Inga underarter finns listade i Catalogue of Life.